# Santuario de la Virgen de la Balma
El santuario de la Virgen de Balma se sitúa en el término municipal de Zorita del Maestrazgo, a 3 km del casco urbano, en la Provincia de Castellón. Se trata de un edificio religioso enclavado en la roca, de estilo renacentista, construido entre los siglos XVI y XVIII. 
La Balma es un importante centro de peregrinaciones, tanto de los pueblos de Castellón como los de Teruel. Hubo culto a Santa María Magdalena, a principios del siglo XX, e iban mujeres de Aragón (Caspe y otras villas) para curarse de estar "endemoniadas". Este centro de peregrinación contra “Els Malignes” o endemoniados, se hizo popular en el siglo XVIII, para solicitar curaciones que en épocas pasadas se atribuían a posesiones demoníacas (ataques de epilepsia la más de las veces).
El santuario está declarado Monumento Histórico Artístico desde el año 1979.

## Topónimo
Balma, es un nombre céltico para referirse a una cavidad subterránea (cueva). Y también se le puede relacionar con otras balmas, como por ejemplo en Francia:
Sainte-Baume ("Santa Cueva", baumo in Provenzal), cerca de Marsella.

## Acceso
Se halla enclavado en la roca, ubicado en una balma o abrigo natural, en un costado sobre el río Bergantes. Se llega caminando por el abrigo abovedado hasta la cueva o balma donde se halla la imagen de la virgen, objeto de veneración desde su hallazgo por un pastor en el siglo XV. 
Para llegar allí desde Zorita atravesando el río Bergantes, se sigue la carretera de Aragón a lo largo de la orilla izquierda de este río, y después de pasar el barranco del rosell se deja para seguir un atajo que baja en rápida pendiente hasta llegar a la capillita de la Virgen de la Balma, erguida junto al río en la confluencia de éste con el Barranc de la Mare de Deu. Luego empieza la subida hacia el sagrado monte.

## Descripción
Se trata de un santuario con gruta, compuesto de iglesia, hospedería y estación veraniega. El santuario como tal se conoce ya en el siglo XIV, mitad edificio y mitad gruta, ubicado en una balma o abrigo natural, y con curioso campanario del siglo XVII. Junto a él, la Hospedería de importancia histórica y edificada en el siglo XVI, adaptada al abrupto terreno. 
A la llegada al santuario se encuentra la cruz Cubierta, una de las más emblemáticas de la Corona de Aragón, con cúpula sostenida por cuatro pechinas que alberga unos frescos obra de Cruella (1860), alegóricos de las virtudes, y unos minutos después, bajo las ramas del corpulento almez que da sombra a la fuente, se encuentra la entrada a la Hospedería y al eremitorio.
Su fachada cuenta con balcones y en su acceso cuenta con una larga escalinata que conduce a la hospedería. A ambos lados de la misma se sitúan las escaleras que conducen al piso superior donde se sitúa la llamada “sala de las danzas” con arcos de medio punto. Desde la hospedería se accede a la gruta alargada y el mirador que, bordeando el precipicio sobre el cauce del río Bergantes, sirve de acceso a la ermita.
La ermita-cueva, construida en 1667 cuenta con una nave de forma irregular. La fachada en sillería, se prolonga formando el campanario de dos cuerpos. En ella se sitúa una portada sencilla con pilastras estriadas.

## Paisaje
Desde la entrada al santuario se puede contemplar un bello panorama: 
hacia el oriente, con las elevadas cumbres de la sierra de “Sant Marc” cubierta de pinares, y siguiendo hacia mediodía y occidente, las elevadas montañas de Morella, rematando frente a Forcall en las Muelas del Miró y de la Garumba; algo más cerca, en las estribaciones de la sierra de Morella, sobre una colina aislada por profundos barrancos, la villa de Zorita; y en el fondo, el tortuoso curso del río Bergantes.